# Drahouš

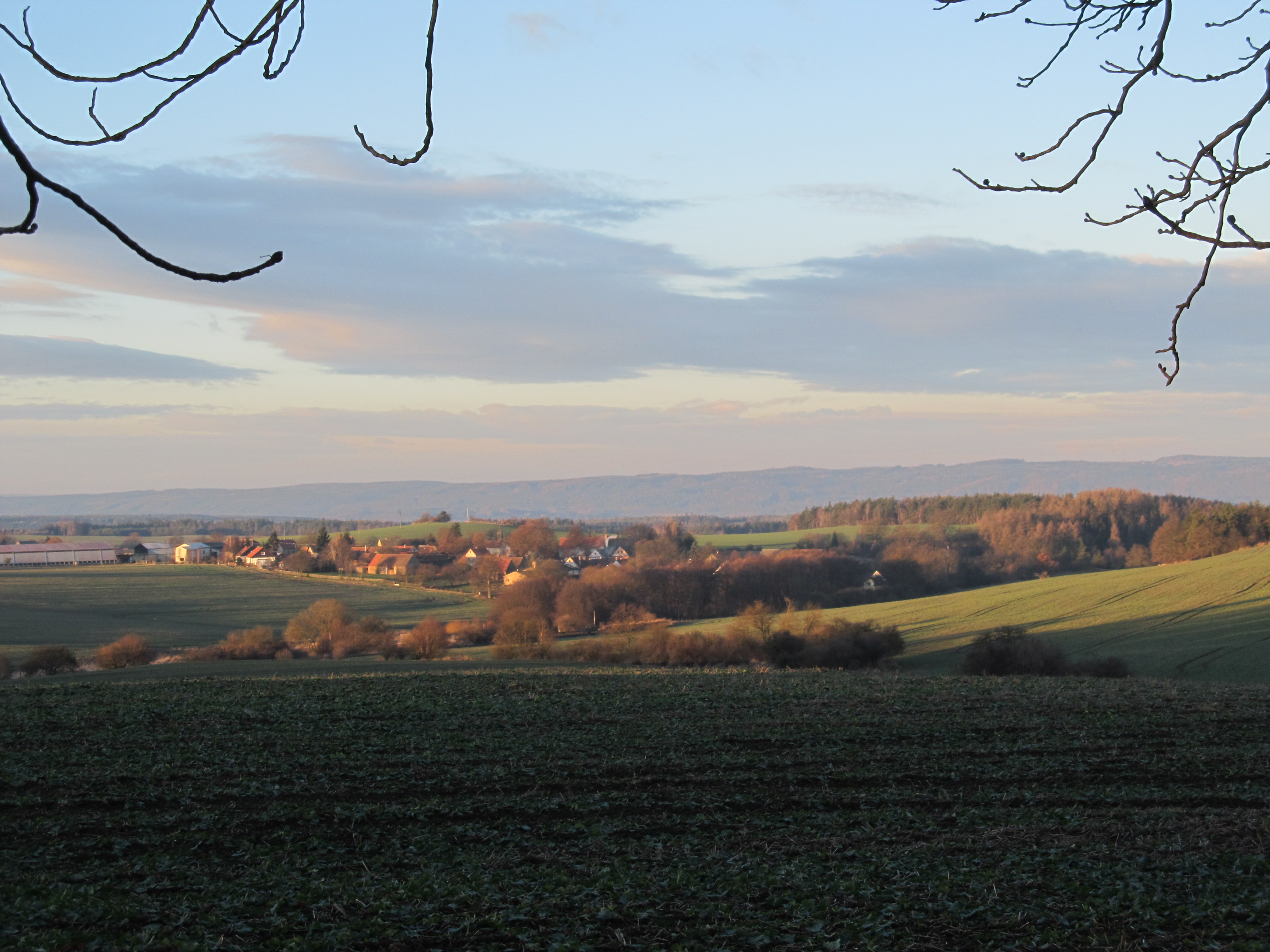
Blick vom Plavečer Lusthaus auf Drahouš, im Hintergrund das Duppauer Gebirge

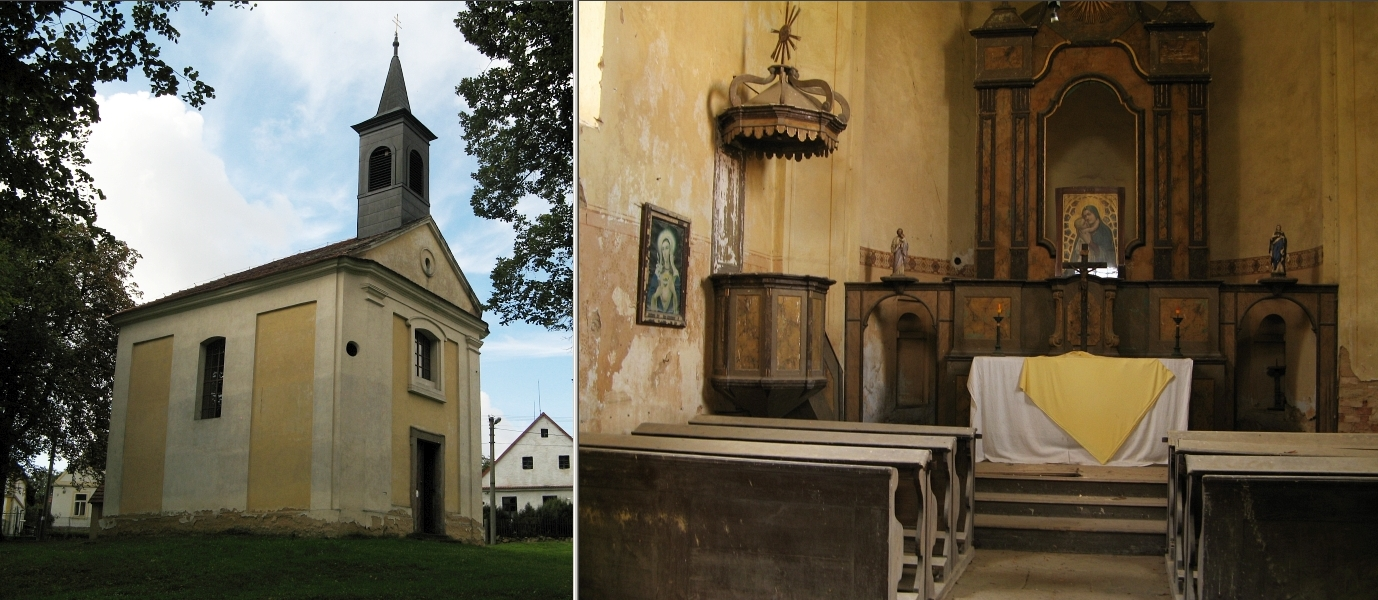
Kapelle des hl. Johannes von Nepomuk

Drahouš (deutsch Drahuschen) ist eine Gemeinde in Tschechien. Sie liegt zwei Kilometer südlich von Jesenice und gehört zum Okres Rakovník.

## Geographie
Drahouš befindet sich auf dem Gebiet des Naturparks Jesenicko im Rakonitzer Hügelland. Das Dorf liegt am linken Ufer des Baches Drahoušský potok, südöstlich von Drahouš entspringt der Rakovnický potok. Gegen Nordwesten liegt der Teich Velký rybník, nördlich der Horní Fikač und im Osten der Krtský rybník. Im Nordosten erhebt sich der Maliník (533 m), östlich der Obecní vrch (589 m), im Südosten der Plavečský vrch (603 m) und die Lednice (593 m), südlich der Přívraty (594 m) sowie im Westen der Drahoušský vrch (549 m). Einen knappen Kilometer westlich von Drahouš verläuft die Staatsstraße I/27 zwischen Žatec und Plzeň.
Nachbarorte sind Jesenice im Norden, Mlýn, U Fikače, Bedlno, Račí Hrad, Kosobody und Soseň im Nordosten, Klečetné und Hůrky im Osten, Plaveč, Hokovské Domky, Svatý Hubert, Zdeslav, Smrk und Nová Ves im Südosten, Lhota und Otěvěky im Süden, Žďár und Tlestky im Südwesten, Ostrovec, Velečín und Rybárna im Westen sowie Krty, Nouze und Stebno im Nordwesten.

## Geschichte
Die erste schriftliche Erwähnung von Drahuss erfolgte im Jahre 1408, als der Kreuzherr Wenceslaus den Vladikensitz dem Litold von Moravjes überließ. Der Ortsname leitet sich wahrscheinlich vom alttschechischen Personennamen Drahúš ab.
Zu den weiteren Besitzern des Gutes gehörte im Jahre 1549 Jiří Šmikes von Žďár, später erwarben es die Kolowrat-Liebsteinsky und schlugen es dem Gut Petersburg zu. Nach der Schlacht am Weißen Berg wurde 1622 die Güter des Jaroslaw Kolowrat-Liebsteinsky konfisziert und das Gut Petersburg im Jahr darauf an Hermann Czernin von Chudenitz verkauft. 1639 errichtete dieser das Große Czerninsche Familienfideikommiss, das aus den böhmischen Herrschaften und Gütern Petersburg, Gießhübel, Neudek, Schönhof, Sedschitz, Miltschowes, Winař, Welchow, Kost und Kosmanos sowie der schlesischen Herrschaft Schmiedeberg bestand. Im Jahre 1644 wurde er zum Reichsgrafen erhoben. Im 18. Jahrhundert wurde das Dorf gänzlich deutschsprachig. In dieser Zeit entstand auch die Legende, dass Drahuschen früher Dreihäusel und Dreihausen hieß, weil es nur aus drei Häusern bestand. Zu Beginn des 18. Jahrhunderts ließen die Grafen Czernin im Zentrum des Hubertuswaldes das Jagdschlösschen Hubertiwald errichten. 1728 ließ der Gräflich Czerninsche Sekretär Franz Joseph Richtersohn die Kapelle in Drahuschen errichten.
Am 21. Dezember 1731 verwüstete ein schwerer Wintersturm den Hubertuswald. Die Reichsgrafen Czernin von und zu Chudenitz hielten den Besitz ohne Unterbrechungen. Zu den Grundherren von Drahuschen gehörten u. a. Johann Rudolf Czernin von und zu Chudenitz und ab 1845 dessen Sohn Eugen Karl Czernin von und zu Chudenitz.
Im Jahre 1846 bestand Drahuschen aus 26 Häusern mit 145 deutschsprachigen Einwohnern. Im Ort gab es eine öffentliche Kapelle des hl. Johann von Nepomuk und ein Wirtshaus. Abseits lag am Rande des Hubertuswaldes der obrigkeitliche Meierhof Plawitsch, an dessen Stelle vor den Hussitenkriegen ein Dorf und Rittersitz war. Auf der Anhöhe darüber lag am Ende einer Allee aus Obstbäumen das Plawitscher Lusthaus, ein eingeschossiger weißer Rundbau mit weiter Aussicht. Inmitten des Hubertuswaldes lag das zu Chmeleschen konskribierte Huberti-Schloss mit der Kapelle St. Wolfgang. Pfarrort war Jechnitz. Am 6. Juli 1846 zerstörte ein Großfeuer elf Häuser, neun Scheunen und die Kapelle. Bis zur Mitte des 19. Jahrhunderts blieb Drahuschen zur Fideikommiss-Herrschaft Petersburg untertänig.
Nach der Aufhebung der Patrimonialherrschaften bildete Drahuschen / Drahouš ab 1850 mit den Ortsteilen Hubertiwald und Smrk sowie den Einschichten Plawitsch und Schreibermühle eine Gemeinde im Bezirk Saaz und Gerichtsbezirk Jechnitz. 1868 wurde Drahuschen dem Bezirk Podersam zugeordnet. Während eines Unwetters traf 1872 ein Blitz die 500-jährige Tanne im Hubertuswald, wodurch der Baum abstarb.
Im Jahre 1900 bestand Drahuschen aus 33 Häusern, davon zwei unbewohnten, und hatte 218 Einwohner. St. Huberti bestand aus sechs Häusern, von denen die Hälfte nicht bewohnt war, und hatte zehn Einwohner. In den zehn Häusern von Smrk lebten 54 Personen. Plawitsch bestand aus zwei Häusern und hatte zehn Einwohner. 1901 eröffnete der Schulverein Drahuschen eine eigene Schule im Dorf, zuvor wurden die Kinder in Jechnitz unterrichtet. 1930 lebten in Drahuschen mit Smrk und St. Hubert 252 Personen, 1932 waren es 240. Nach dem Münchner Abkommen wurde die Gemeinde 1938 dem Deutschen Reich zugeschlagen und gehörte bis 1945 zum Landkreis Podersam. 1939 hatte die Gemeinde 243 Einwohner. Nach dem Ende des Zweiten Weltkrieges kam Drahouš zur Tschechoslowakei zurück und die deutschsprachigen Einwohner wurden vertrieben. Der Okres Podbořany wurde 1960 aufgehoben, seitdem gehört Drahouš zum Okres Rakovník. Im Jahre 1961 wurde Tlestky eingemeindet und zugleich Smrk nach Nová Ves umgemeindet.
Am 1. Jänner 1976 erfolgte die Eingemeindung nach Jesenice. Mit Beginn des Jahres 1993 lösten sich Drahouš, Svatý Hubert und Tlestky wieder von Jesenice los und bildeten die Gemeinde Drahouš. Seit 2011 ist die Gemeinde Mitglied der Mikroregion Čistá-Senomaty.

## Gemeindegliederung
Die Gemeinde Drahouš besteht aus den Ortsteilen Drahouš (Drahuschen), Svatý Hubert (Sankt Hubert) und Tlestky (Tlesko). Das Gemeindegebiet gliedert sich in die Katastralbezirke Drahouš und Tlestky. Zu Drahouš gehört außerdem die Einschicht Plaveč (Plawitsch).

## Sehenswürdigkeiten

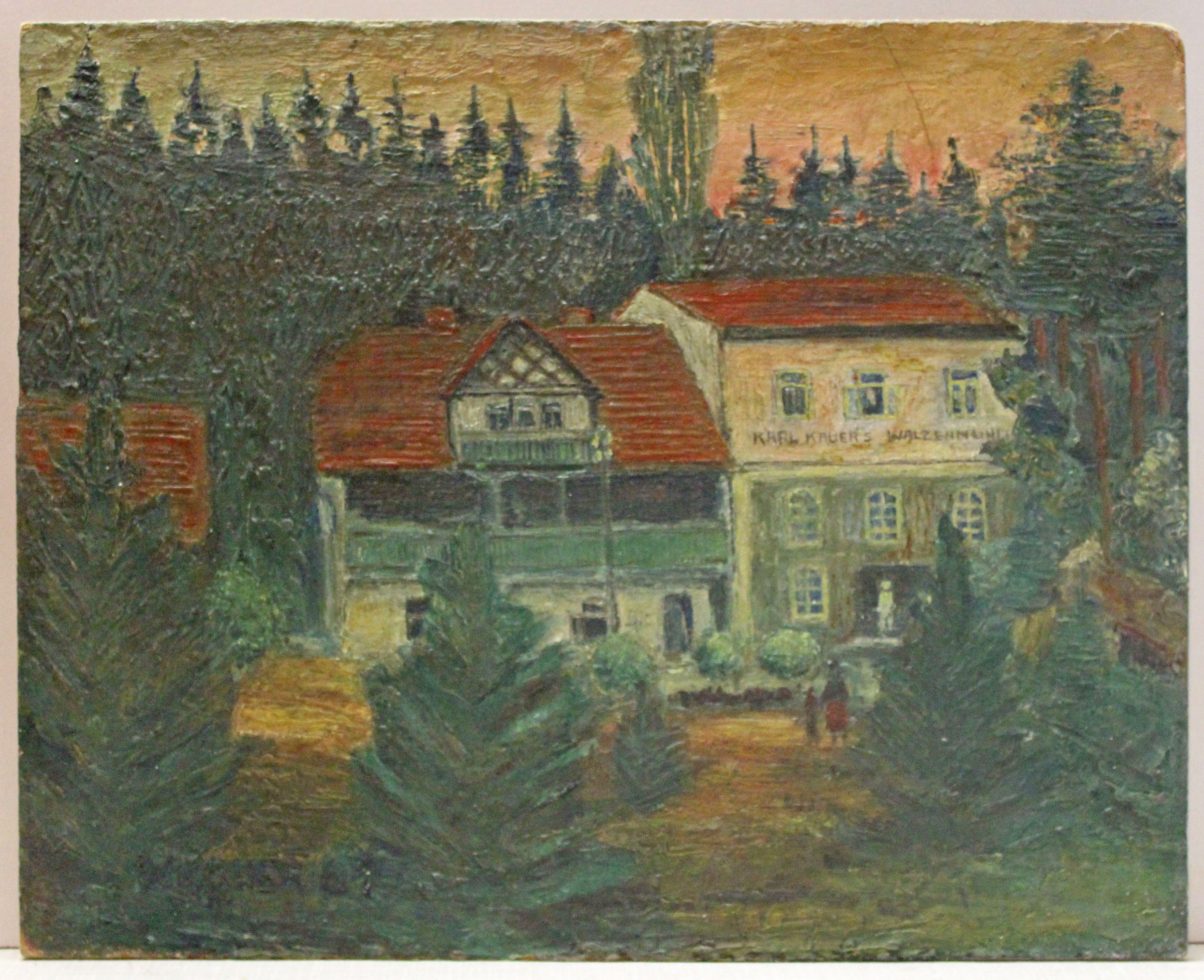
Ehemalige Kauer-Mühle in Drahuschen (Ölbild von Werner Kauer von 1961)

- Kapelle des hl. Johannes von Nepomuk in Drahouš, sie wurde 1728 vom Gräflich Czerninschen Sekretär Franz Joseph Richtersohn errichtet und am 19. Mai 1729 geweiht, wobei Richtersohn der Kapelle 50 Gulden und einen silbernen Kelch stiftete. Nach dem Brand von 1846 wurde die 1852 wiederhergestellt.
- Jagdschlösschen Svatý Hubert (Hubertiwald), der achteckige Bau wurde zu Beginn des 18. Jahrhunderts für die Grafen Czernin angelegt und diente zur Parforcejagd. Das Schloss war Ausgangspunkt von sechs Alleen durch den Hubertuswald, wobei während den Jagden ein Beobachter vom Schlossturm jede der Alleen durch ein Fenster einsehen konnte. Im Innern des Schlosses befand sich die Jagdtrophäensammlung der Grafen Czernin mit zahlreichen Geweihen, drei präparierten Bären sowie Wildkatzen. Die große Bärin erlegte Hermann Czernin von Chudenitz in Russland und brachte ihre zwei Jungtiere, die jedoch nicht lange lebten, nach Hubertiwald.
- Kapelle in Tlestky
- Wegkapelle Maria Altötting an der Allee bei Plaveč, sie war früher das Ziel von Prozessionen aus den umliegenden Orten
- Naturdenkmal Prameny Javornice, im Hubertuswald im östlichen Teil des Katasters
- Burgstall Hradiště u Smrku, archäologische Fundstätte
- Wüstung Stará Chmelištná unweit des Teiches Velký pstruhý rybník